# Reino de Nápoles

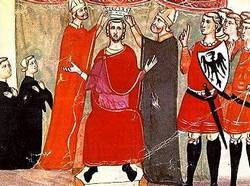
A Coroação de Manfredo

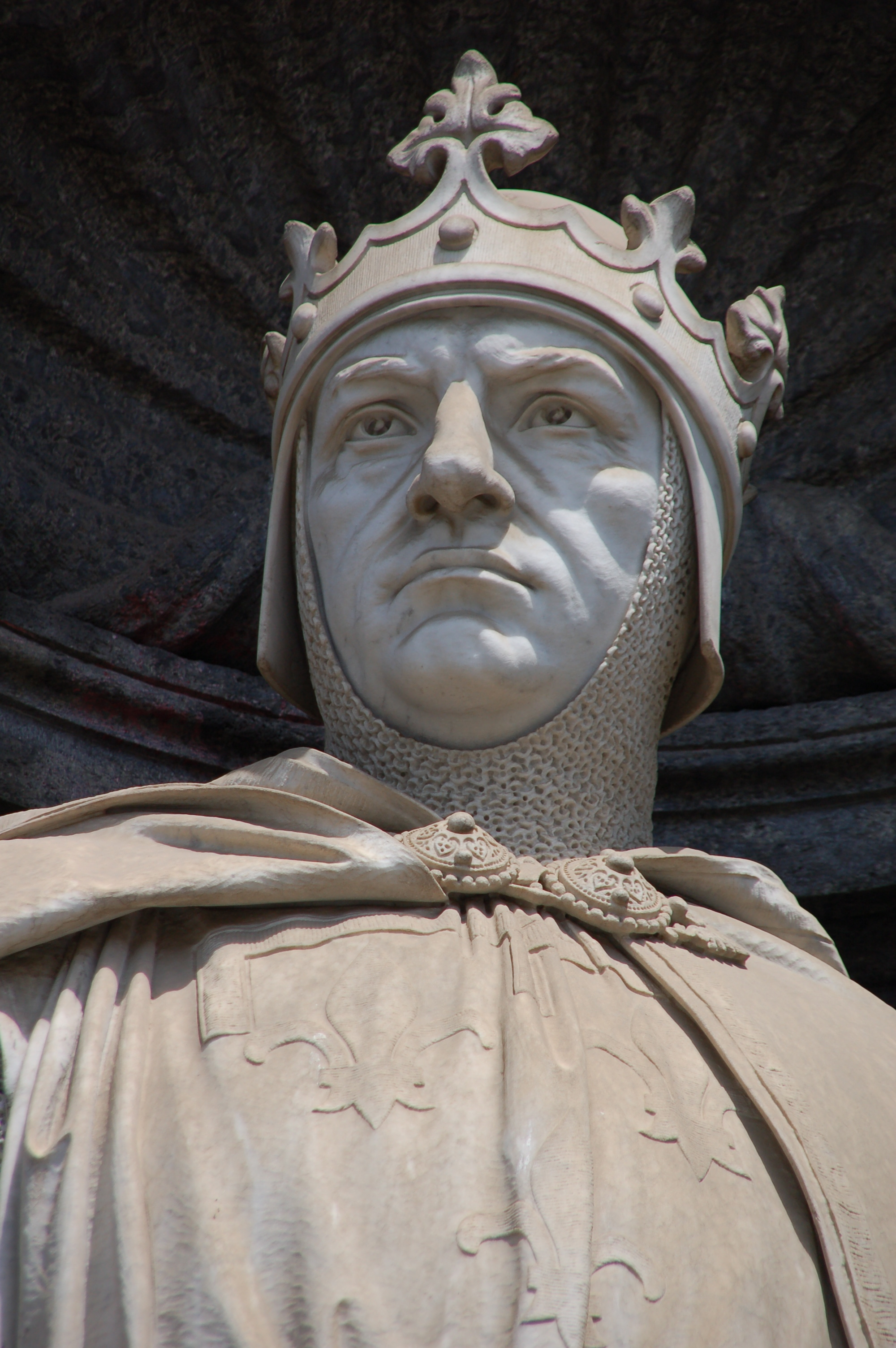
Estátua de Carlos I no Palácio Real

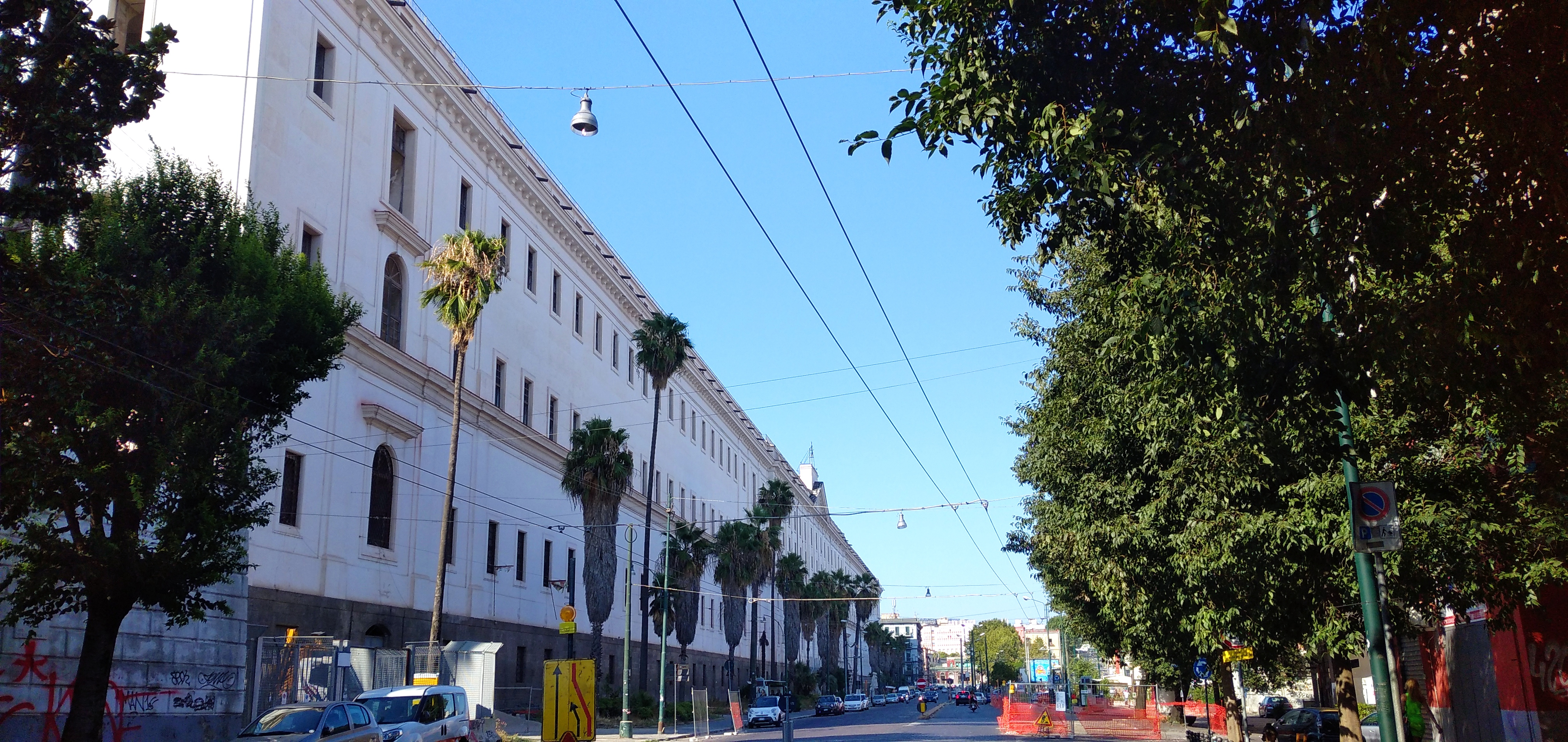
Real Albergo dei Poveri, um dos mais impressionantes da era do Iluminismo.

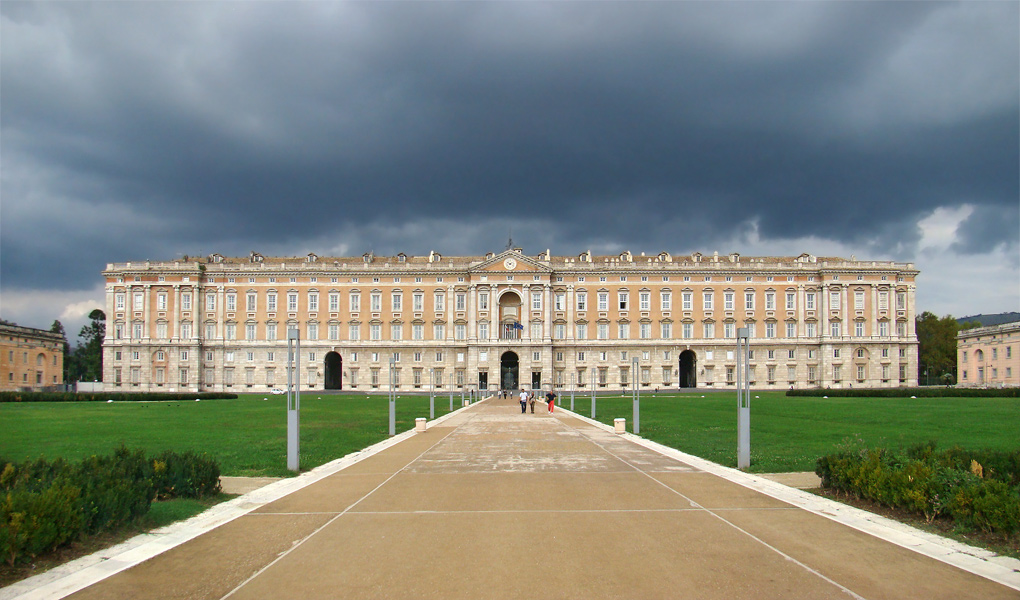
Palácio Real de Caserta

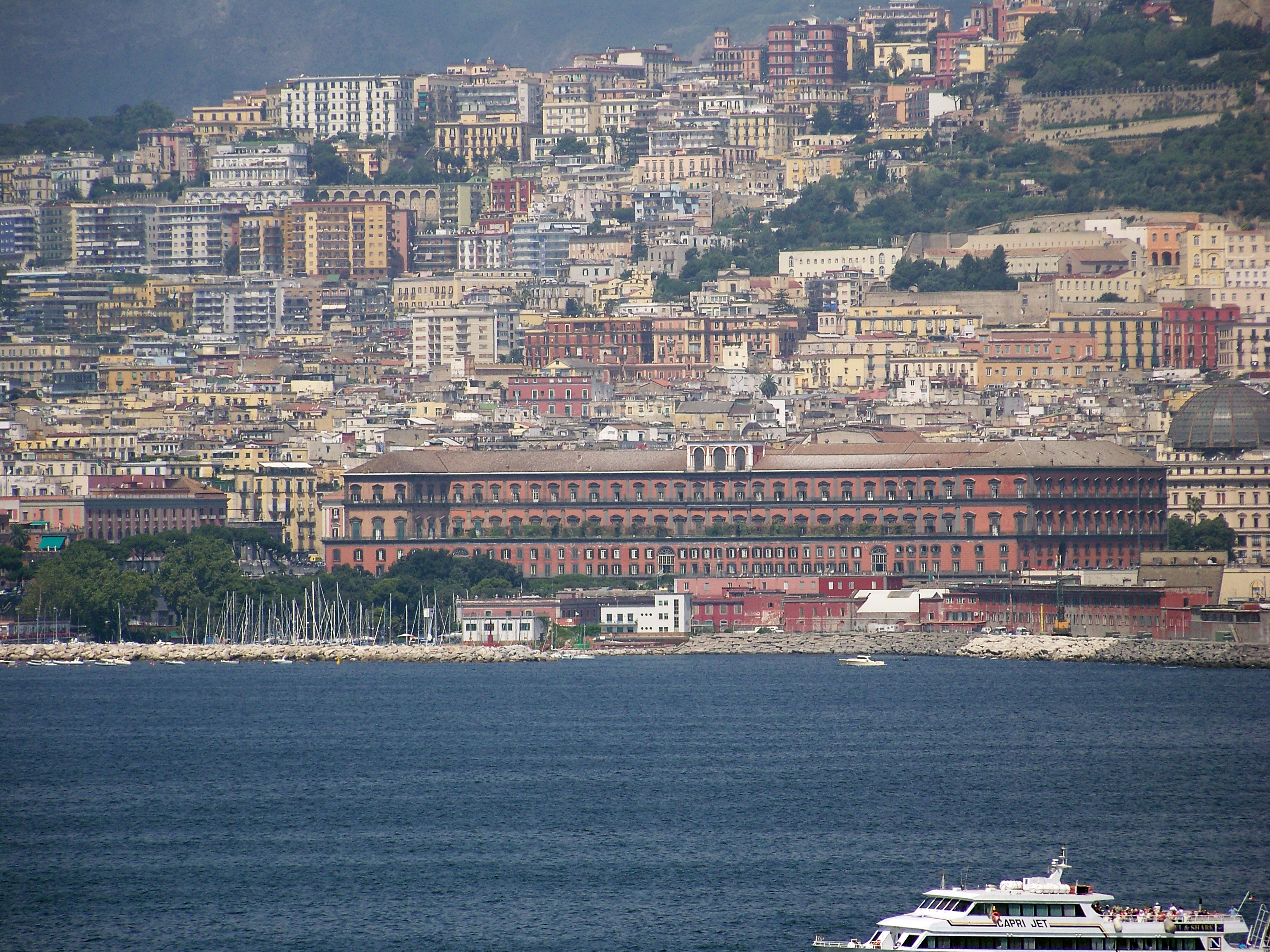
Palácio Real de Nápoles, visto do mar

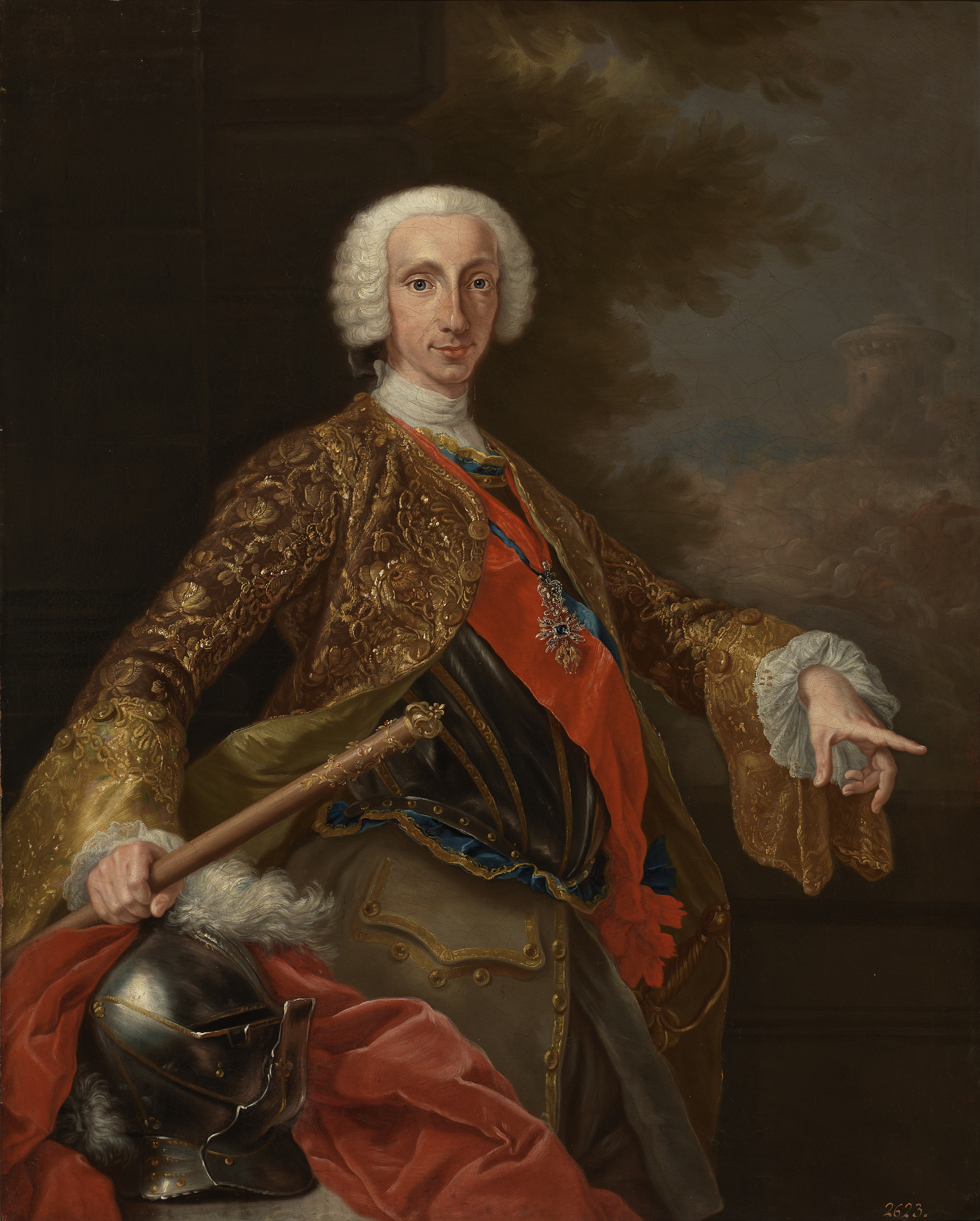
Carlos de Bourbon, rei de Nápoles

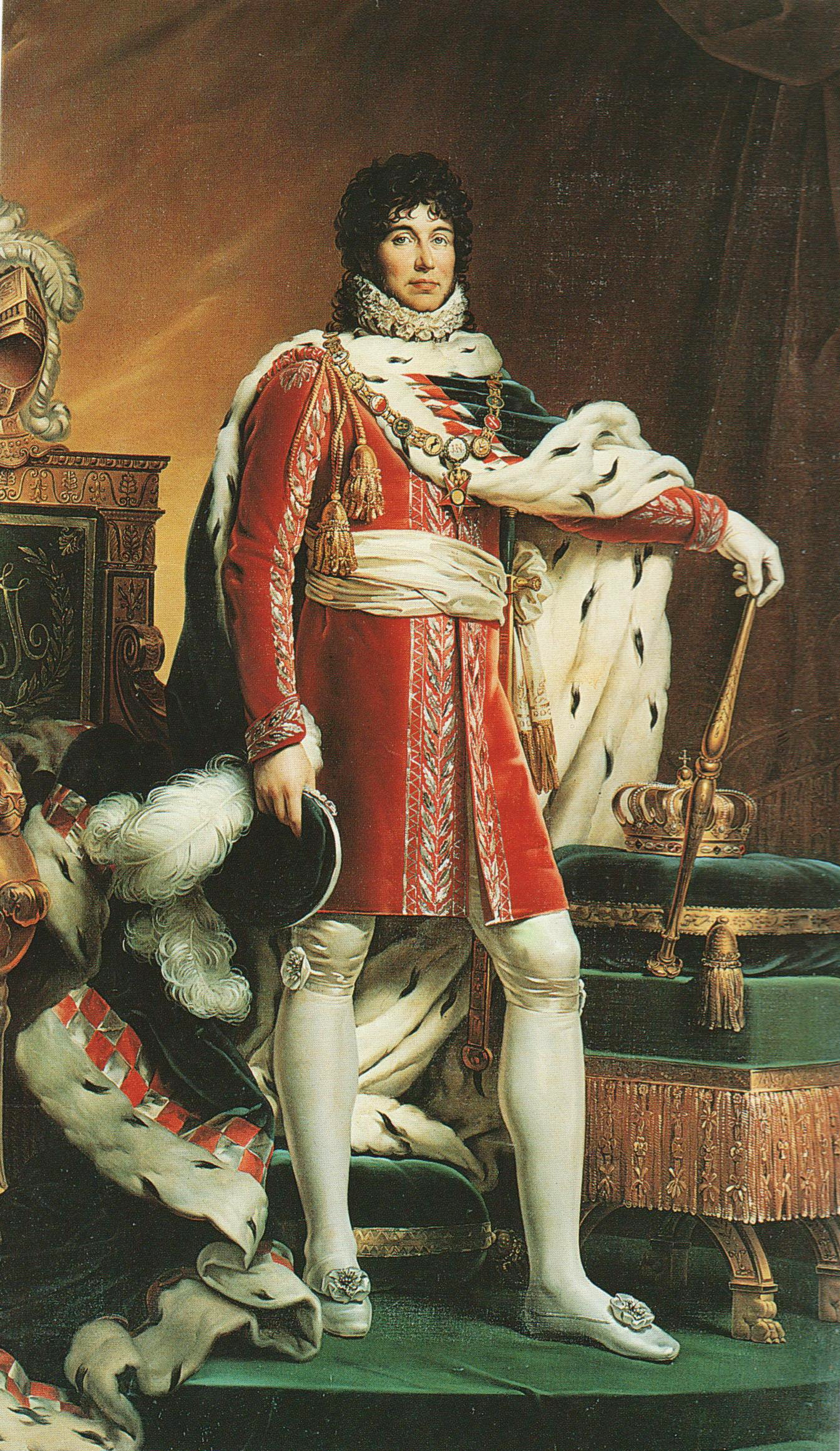
Joaquim Murat, rei de Nápoles

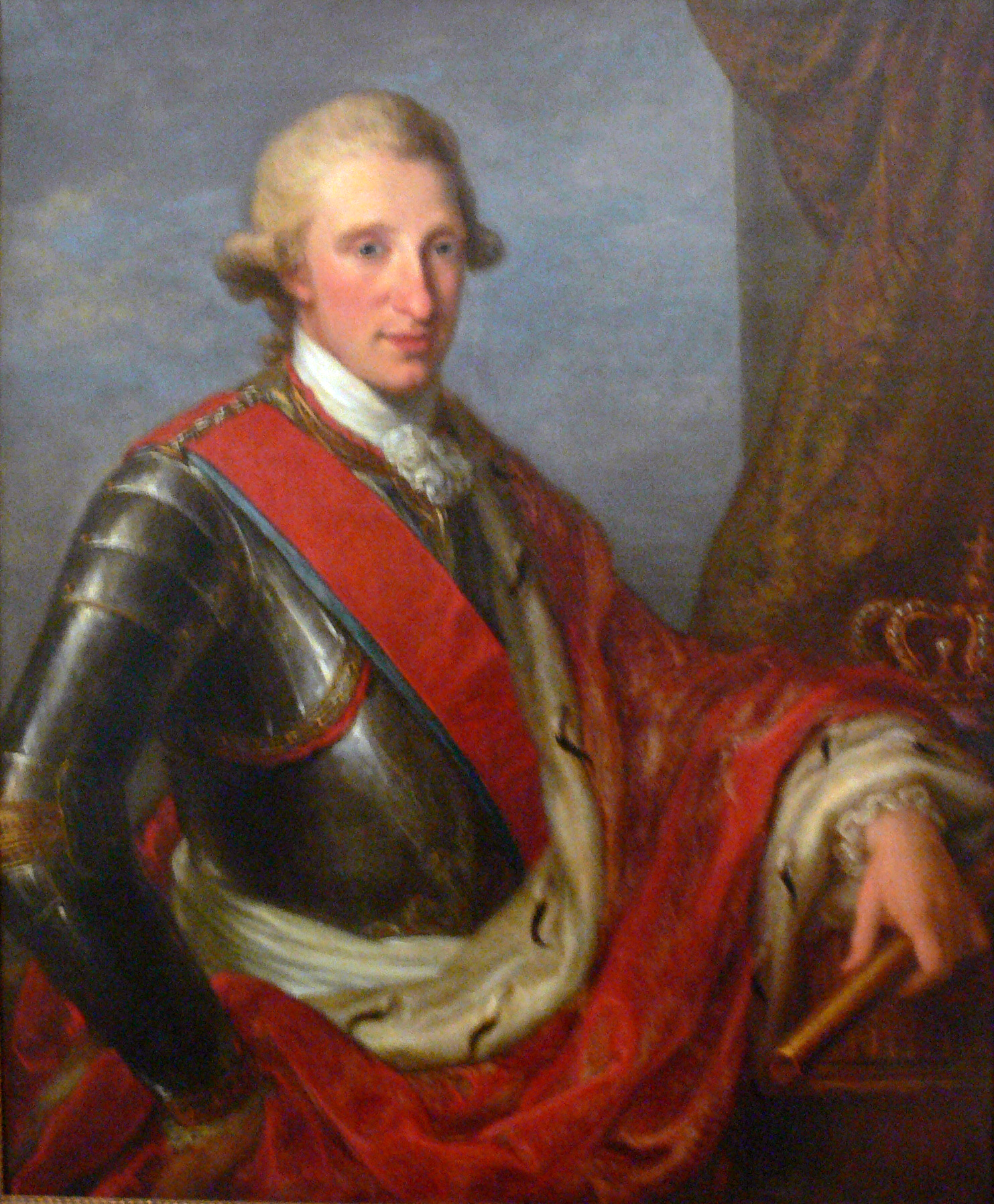
Fernando I das Duas Sicílias, Fernando IV de Nápoles e Fernando III da Sicília.

O Reino de Nápoles (em italiano: Regno di Napoli), que compreende a parte sul da península Itálica, foi o restante do antigo Reino da Sicília, após a secessão da ilha da Sicília como resultado da rebelião de Vésperas sicilianas de 1282.  Conhecido por seus contemporâneos como o Reino da Sicília, é apelidado de Reino de Nápoles para distingui-lo da classe política baseada na ilha. Durante grande parte de sua existência, o reino foi disputado entre as dinastias francesa e aragonesa. Em 1816, os reinos foram novamente unidos para formar o Reino das Duas Sicílias.
O território abrangia as atuais regiões italianas da Campânia, Calábria, Apúlia, Abruzos, Molise, Basilicata, e alguns territórios do atual Lácio (Gaeta, Cassino e áreas atualmente na província de Rieti, como Cittaducale, Amatrice, Cicolano, etc.).

## Nápoles sob a casa de Anjou
Após a rebelião de 1282, o rei Carlos I da Sicília (Carlos de Anjou) foi forçado a deixar a ilha da Sicília devido à invasão pelas tropas de Pedro III de Aragão. Carlos I de Anjou, entretanto, manteve as suas possessões no continente (habitualmente conhecidas como o "Reino de Nápoles", devido à sua capital). O rei e seus sucessores angevinos mantiveram uma reivindicação para a Sicília, quando em guerra contra os aragoneses até 1373, quando a rainha Joana I de Nápoles renunciou formalmente à reivindicação. A decisão da rainha Joana foi contestada por Luís, o grande, rei angevino da Hungria, que capturou o reino várias vezes (1348–1352).
A rainha Joana também desempenhou um papel na morte de final do primeiro Reino de Nápoles. Como ela não tinha filhos, ela adotou Luís I, Duque de Anjou como seu herdeiro, apesar das declarações de seu primo, o príncipe de Durazzo, efetivamente configurar uma linha angevina júnior (ramo cadete) em concorrência com a linha sênior. Isso levou ao assassinato de Joana I nas mãos do Príncipe de Durazzo, em 1382, e sua apreensão do trono como Carlos III de Nápoles. As duas linhas concorrentes angevinas   contestaram entre si pela posse do Reino de Nápoles ao longo das décadas seguintes. Filha de Carlos III, Joana II (r. 1435-1414) adoptou Afonso V de Aragão (a quem ela mais tarde repudiou) e Luís III de Anjou como herdeiros alternadamente, finalmente, assentamento sucessão irmão de Luís Renato d'Anjou da linha angevina júnior.
O rei Renato d'Anjou uniu temporariamente as reivindicações das linhas angevinas júnior e sênior. Porém, em 1442, Afonso I conquistou o Reino de Nápoles e Sicília unificado-os e Nápoles mais uma vez virou uma das dependências de Aragão. Com a sua morte em 1458, o reino foi novamente separado e Nápoles foi herdado por Ferrante, filho ilegítimo de Afonso.

## O reino sob a coroa de Aragão
Quando Fernando I morreu em 1494, Carlos VIII de França invadiu a Itália, com a pretensão angevina ao trono de Nápoles, que seu pai tinha herdado com a morte do seu sobrinho, o rei Renato d'Anjou, em 1481, dando início às guerras italianas. Carlos VIII foi expulso por Afonso II de Nápoles em 1495, mas logo foi forçado a se retirar devido ao apoio de Fernando II de Aragão para seu primo, filho de Afonso II, Fernando. Assim foi restaurado o trono, mas morreu em 1496 e foi sucedido por seu tio, Frederico IV. Os franceses, no entanto, não desistiram de sua pretensão e em 1501 concordaram em uma partição do reino com Fernando de Aragão, que abandonou o seu primo, o rei Frederico. O negócio logo caiu completamente, no entanto, Aragão e França retomaram a sua guerra sobre o reino, em última análise, resultando em uma vitória aragonesa deixando Fernando no controle do reino até 1504.
As tropas espanholas que estavam ocupando Calábria e Apúlia, liderada por Gonzalo Fernández de Córdoba e inspetores públicos Fernando, O Católico, não respeitaram os novos acordos e foram expulsas do Mezzogiorno, que ainda tinha apenas Gaeta até sua derrota definitiva na Batalha de Garigliano. Os acordos de paz que continuaram, mas nunca foram definitivos, e eles estabeleceram, pelo menos, para que o título de rei de Nápoles estava esperando para Carlos IV e sua esposa Cláudia. Fernando o católico, no entanto, continuou a possuir o reino que está sendo considerado um legítimo herdeiro de seu tio Afonso I de Nápoles e de um antigo Reino da Sicília (Regnum Utriusque Siciliae).
O reino continuou a ser um foco de disputa entre França e Espanha nas décadas seguintes, mas os esforços franceses para ganhar o controle durou décadas, porém, o controle espanhol nunca foi verdadeiramente ameaçado. Os franceses finalmente abandonaram suas reivindicações sobre o Reino pelo Tratado de Cateau-Cambrésis em 1559. Com o Tratado de Londres (1557), o novo território de "Stato dei Presidi" (Estado dos Presídios) nasceu e foi governado diretamente por Espanha, como parte do Reino de Nápoles.

## O reino Bourbon Espanhol de Nápoles e austríaco dos Habsburgo
Após a Guerra da sucessão espanhola no século XVIII, a posse do reino novamente mudou de mãos. Sob os termos do Tratado de Rastatt em 1714, Nápoles foi dado a Carlos VI, Sacro Imperador Romano. Ele também ganhou o controle da Sicília em 1720, mas o governo austríaco não durou muito tempo. Nápoles e Sicília foram conquistadas por um exército espanhol durante a guerra da sucessão polonesa, em 1734, e Carlos, Duque de Parma, um jovem filho do Rei Filipe V de Espanha foi instalado como rei de Nápoles e da Sicília, de 1735. Quando Carlos herdou o trono espanhol a partir de seu meio-irmão mais velho, em 1759, ele deixou Nápoles e Sicília para seu filho mais novo, Fernando IV. Apesar dos dois reinos, serem uma união pessoal sob as dinastias de austríacos e espanhóis, eles permaneceram constitucionalmente separados.
Sendo um membro da Casa de Bourbon, Fernando IV foi um adversário natural da Revolução Francesa e de Napoleão. Em 1798, ele brevemente ocupou Roma, mas foi expulso pelas forças revolucionárias francesas no mesmo ano. Logo depois, Fernando IV fugiu para a Sicília. Em Janeiro de 1799, os exércitos franceses instalaram uma República Partenopeia, mas foi de curta duração, apenas alguns meses, e uma contra-revolução camponesa inspirada pelo clero permitiu que o rei Fernando IV pudesse retornar à sua capital, Nápoles. No entanto em 1801, Fernando foi obrigado a fazer concessões importantes aos franceses pelo Tratado de Florença, que reforçou a posição da França como o poder dominante na Itália continental.

## O reino sob Napoleão
A decisão de Fernando IV aliar-se com a Terceira Coligação contra Napoleão em 1805 provou-se mais prejudicial. Em 1806, as seguidas vitórias sobre os exércitos aliados em Austerlitz e os napolitanos no Campo Tenese, Napoleão instalou seu irmão, José, como Rei de Nápoles. Quando José foi enviado para a Espanha dois anos depois, ele foi substituído pela irmã de Napoleão, Caroline, e seu cunhado o Marechal Joaquim Murat, tornando-o "rei das Duas Sicílias".
Enquanto isso, Fernando IV que tinha fugido para a Sicília, onde ele manteve o seu trono, apesar das sucessivas tentativas de Murat para invadir a ilha. Os britânicos iriam defender a Sicília durante o restante da guerra, mas apesar do Reino da Sicília ser nominalmente parte da quarta, quinta e sexta coalizões contra Napoleão, Fernando IV e os britânicos conseguiram sempre desafiar o controle francês da península Itálica.
Após a derrota de Napoleão em 1814, Murat chegou a um acordo com a Áustria e foi autorizado a manter o trono de Nápoles, apesar dos esforços de lobby de Fernando IV e seus partidários. No entanto, como a maioria dos outros poderes eram hostis, particularmente a Grã-Bretanha, em direção a ele e dependendo do incerto apoio da Áustria, a posição de Murat tornou-se menos segura. Portanto, quando Napoleão retornou a França para os Cem dias, em 1815, Murat face mais uma vez com ele. Percebeu que os austríacos tentariam, em breve, removê-lo, Murat deu a proclamação de Rimini em uma esperança para salvar seu Reino, aliando-se com os nacionalistas italianos. A subsequente Guerra Napolitana, também denominada guerra austro-napolitana, entre Murat e os austríacos foi curta, terminando com uma vitória decisiva para as forças austríacas na Batalha de Tolentino. Murat foi forçado a fugir, e Fernando IV de Sicília foi restaurado ao trono de Nápoles. Murat iria tentar recuperar seu trono, mas logo foi capturado e executado por fuzilamento em Pizzo, na Calábria. No ano seguinte, 1816, finalmente viu a união formal do Reino de Nápoles, com o Reino da Sicília, no novo Reino das Duas Sicílias.

## Bandeiras dos Reinos de Nápoles e Sicília

Bandeira da Sicília, pré-1738
1806–1808 Bandeira de Nápoles alterado após José Bonaparte tornou-se rei
1808–1811 Casa Bandeira de Nápoles alterada depois que Joachim Murat tornou-se rei
1811–1815 Bandeira de Nápoles por Murat com referência aos angevinos
1738–1806; 1816 Bandeira mudada depois que Charles tornou-se rei de Nápoles e da Sicília. Bandeira da Sicília durante as guerras napoleónicas permaneceu e foi reintegrada como bandeira de Nápoles, após a guerra
Bandeira Angevina
Bandeira aragonesa de Rex Utriusquae Siciliae
Brasão de Carlos de Bourbon na variante para o Reino de Nápoles
Brasão de Fernando IV de Nápoles